# 외상학

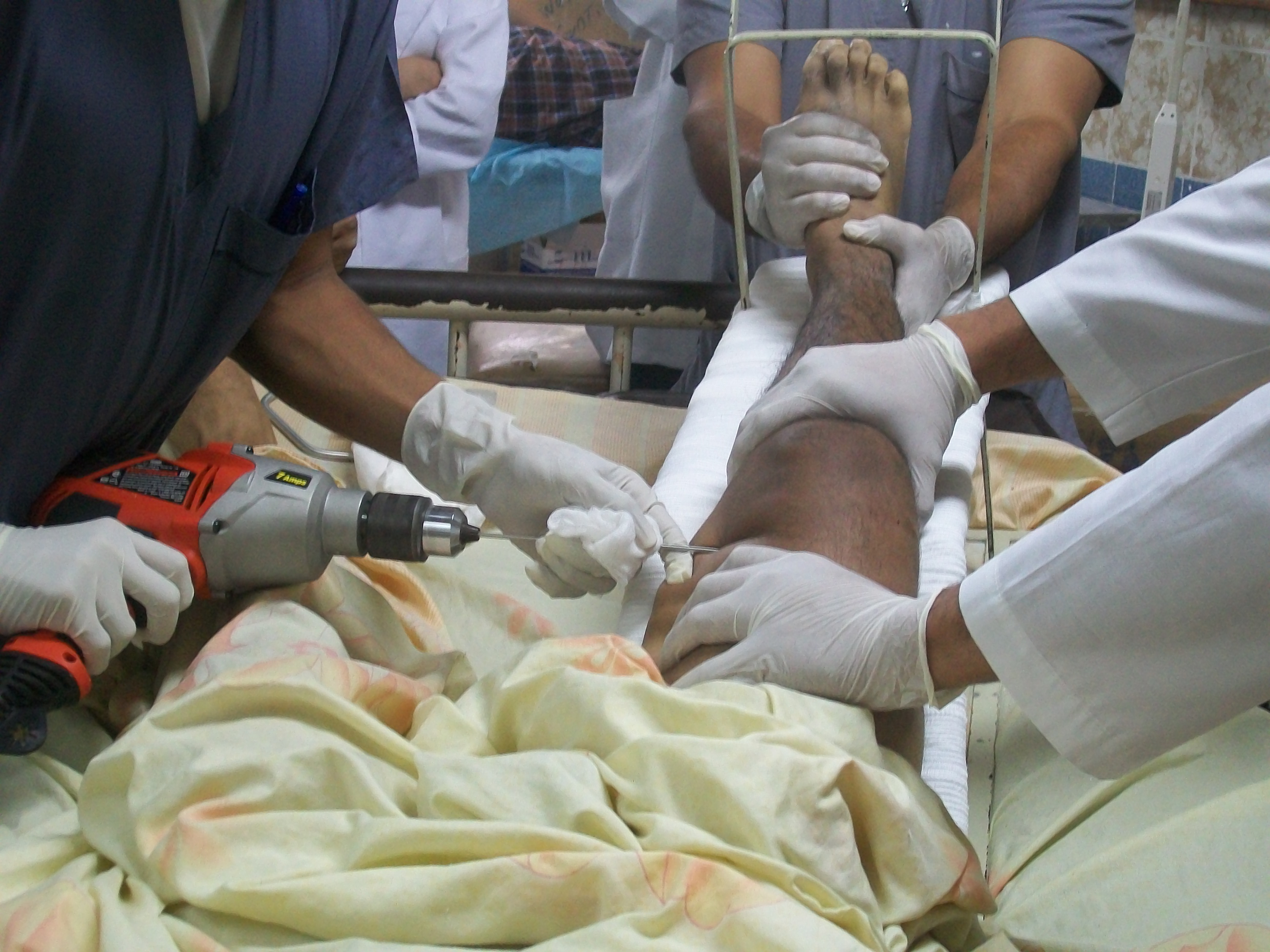
골절된 넙다리뼈로 인해 견인용 핀을 사용하는 중이다.

외상학(traumatology; trauma에서 유래, 부상이나 상처를 의미함)은 사고나 사람에 의한 폭력으로 인한 상처와 부상, 그리고 그를 치료하기 위한 외과적 치료 및 손상 복구에 대해 연구하는 의학의 한 분야이다. 종종 외과의 하위 분야로 여겨지며 외상외과 분야가 없는 국가에서는 정형외과의 하위 전문 분야인 경우가 가장 많다. 'Accident surgery'로도 불린다.

## 하위 분야
외상학의 분과에는 의학적 외상학(medical traumatology)과 심리적 외상학(psychological traumatology)이 있다. 의학적 외상학은 폭력이나 일반 사고로 인한 상처와 부상의 치료를 전문으로 하는 연구로 정의할 수 있다. 이러한 유형의 외상학은 환자가 손상을 복구하고 적절하게 회복하는 데 필요한 외과적 절차와 미래의 물리치료에 중점을 둔다. 심리적 외상은 어떤 사건으로 인해 마음이 손상된 것이다. 이러한 유형의 외상은 한 사람의 삶에서 엄청난 양의 스트레스의 결과일 수 있다. 심리적 외상은 일반적으로 자신의 안전과 생존에 위협이 되는 신체적 외상을 포함하여 나타난다. 심리적 외상은 종종 사람들에게 압도, 불안 및 위협을 느끼게 한다. 외상은 다음과 같이 분류할 수도 있다.
- 급성: 스트레스를 주거나 위험한 단일 상황에서 발생한다.
- 만성: 스트레스가 많은 상황에 반복적으로 장기간 노출되어 발생한다.
- 복합성: 여러 외상성 사건에 노출된 결과이다.

2차 또는 대리(vicarious) 외상은 외상 사건을 경험한 사람과의 긴밀한 접촉으로 외상 증상이 나타나는 또 다른 형태의 외상이다.

## 외상의 유형
외상의 유형을 설명할 때는 의학적 외상과 심리적 외상이 함께 사용된다. 외상의 유형에는 자동차 사고, 총상, 뇌진탕, 사고로 인한 PTSD 등이 있다. 의학적 외상은 수술로 치료될 수 있지만, 치료 이후에도 심리적 외상을 유발하거나 기타 스트레스 요인이 될 수 있다. 예를 들어, 자동차 사고로 손목이 부러져 팔에 광범위한 수술을 받은 10대는 사고 후 자동차를 운전할 때 불안을 경험할 수 있다. PTSD는 사람이 하나 이상의 강렬하고 외상적인 사건을 경험한 뒤 한 달 이상 지속되는 세 가지 범주형 증상을 호소하며 공포를 보일 때 진단될 수 있다. 세 가지 범주에는 외상성 사건의 재경험, 외상과 관련된 모든 것을 회피하는 것, 심리적 각성 증가가 있다. :555

## 필수 외상 치료 지침
기도 관리, 모니터링, 부상 관리는 모두 의학적 외상 치료에 관한 핵심 지침이며, 특히 기도 관리는 응급 현장 치료의 핵심 구성 요소이다. 응급 구조원은 체계적인 접근 방식을 사용하여 환자의 기도가 막히지 않았는지 확인하고, 환자가 충분한 순환을 유지할 수 있게 하며, 가능한 한 침착함을 유지해야 한다. :19 환자를 모니터링하고 신체가 쇼크 상태에 빠지지 않도록 하는 것은 의학적 외상 치료에 관한 또 다른 필수 지침이다. 간호사는 환자를 돌보면서 혈압, 심박수와 같은 활력 징후를 확인하여 환자의 상태와 심정지를 일으키지는 않는지 확인해야 한다. 부상 관리 중에서도 머리와 목 부상은 수술 후 가장 세심한 관리가 필요하다. 두부외상은 전 세계적으로 외상과 관련된 사망 및 장애의 주요 원인 중 하나이다. 두부외상 환자는 수술 후 CT 스캔을 받아 문제가 없는지 확인하는 것이 중요하다. :28–30

## 심리적 외상 치료 지침
피해자가 심리적 외상에 따른 불안과 스트레스를 극복하도록 돕는 다양한 접근 방식이 있다. 심리적 외상을 겪고 있는 사람은 친숙하고 안전한 동료나 가족과의 사교, 운동과 같은 자가치료를 할 수 있다. 외상은 신체를 공포, 과다각성 상태로 만들어 신체의 자연스러운 균형을 방해한다. 하루에 30분 동안 운동하면 신경계가 외상성 상태에서 풀려날 수 있다. 좋은 지원 시스템이 주변에 있다면 심리적 외상을 치료하는 강력한 요소가 된다. 사회 활동이나 자원봉사에 참여하고, 새로운 친구를 사귀는 것은 모두 충격적인 사건을 잊거나 대처하는 데 도움이 되는 방법이다. 어린 시절의 심리적 외상을 다루는 것은 특히 어렵다.

## 상처 평가
상처 사정(wound assessment)의 요소는 다음과 같다.
- 열상, 찰과상, 멍, 화상과 같은 상처의 특성
- 길이, 너비 및 깊이 등 상처의 크기
- 기계적 힘의 영향인지, 또는 부식성 물질과 같은 화학 물질에 대한 반응인지 여부.

법의학 의사와 병리학자는 사람의 외상성 상처를 검사해야 할 수 있다.

## 같이 보기
위키미디어 공용에 외상학 관련 미디어 분류가 있습니다.
- 중대한 외상
- 외상외과